# Arsenal Kiev
El Arsenal Kiev (en ucraniano: ФК "Арсенал" Київ) es un club de fútbol profesional situado en Kiev, capital de Ucrania; que actualmente juega en la Primera Liga de Ucrania, la segunda división de Ucrania.
Fue fundado en 1925 con el nombre Mashynobudivnyk Kiev y posteriormente fue refundado en 2001 cuando el ayuntamiento de Kiev compró al club, que entonces competía en la Liga Premier de Ucrania, y lo mantuvo hasta que en 2007 el empresario Vadim Rabinovich asumió su control. Luchó por ser el segundo equipo de la capital y en toda su existencia siempre se mantuvo en la máxima categoría.
El 29 de octubre de 2013 se declaró en bancarrota y fue expulsado de las competiciones ucranianas, pero fue refundado en enero de 2014.

## Historia

### Orígenes
El origen del Arsenal Kiev se remonta a un club anterior, el CSKA de Kiev, perteneciente a las Fuerzas Armadas. Fue fundado en 1925 en Járkov bajo el nombre Mashynobudivnyk Kiev y se trasladó un año después a la capital. De 1947 a 1956 se llamó "OBО Kiev" y su mayor logro fue llegar a semifinales de la Copa de la Unión Soviética de 1952. Tras distintas denominaciones, se mudó a Chernígov en 1972 para regresar a Kiev cuatro años después. Su desempeño deportivo empeoró tras el desmantelamiento de la Unión Soviética.
En la temporada 1994-95 se fusionó con el FC Borysfen Boryspil, club de segunda división, y pasó a llamarse FC CSKA-Borysfen Kiev. En virtud del acuerdo, el Borysfen se convirtió en el primer equipo, mientras que el club original del ejército se convirtió en el filial. Ese mismo año logró el ascenso a la Liga Premier de Ucrania. Sin embargo, en la temporada 1996-97 asumió solo la denominación CSKA. A nivel deportivo, fue finalista de la Copa de Ucrania en 1998 y 2001.

### Arsenal Kiev

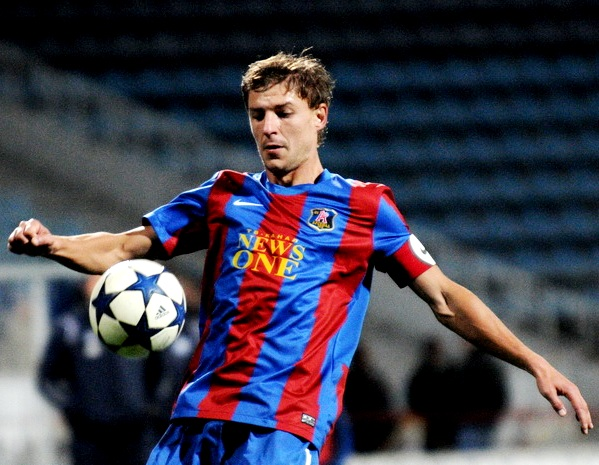
El delantero uzbeko Maksim Shatskikh jugó para el Arsenal Kiev entre 2010 y 2013.

El CSKA Kiev atravesó problemas financieros y el Ministerio de Defensa anunció su disolución. El ayuntamiento de Kiev, a instancias del alcalde Oleksandr Omelchenko, compró la plaza en la Liga Premier y sus activos en diciembre de 2001, y lo renombró como "Arsenal Kiev". El filial del CSKA asumió de nuevo su denominación original. 
Aunque el ayuntamiento lo mantuvo durante años, el Arsenal Kiev no podía invertir el mismo dinero que sus competidores y recurrió a la cesión de jugadores para seguir en la élite. En la temporada 2002–03 acabó en sexto lugar, a un solo puesto de las competiciones europeas. La llegada a la alcaldía de Leonid Chernovetskyi en 2006 provocó que el consistorio redujera su inversión en clubes deportivos, lo que amenazó su existencia. Pero antes de que eso ocurriera, el empresario Vadim Rabinovich se hizo en 2007 con una participación mayoritaria en la entidad y anunció un ambicioso plan para incrementar su popularidad, con el objetivo de convertirlo en el segundo equipo de la capital. Los resultados deportivos mejoraron y en la temporada 2011-12 finalizó quinto, clasificándose para la UEFA Europa League del año siguiente. No obstante, la entidad enfrentó dos problemas: la lucha de poder entre el ayuntamiento y Rabinovich por un lado, y la falta de un estadio propio por el otro.
A comienzos de la campaña 2012-13, el Arsenal Kiev perdió patrocinadores y se vio obligado a recortar gastos. Primero despidió a sus cinco jugadores mejor pagados y después rescindió el contrato del entrenador Leonid Kuchuk, sustituido por un técnico interino, Yuriy Bakalov. El resto de la plantilla permaneció con una rebaja salarial y quedó libre al finalizar el curso. Rabinovich anunció que el club dejaría de existir el 20 de enero de 2013, pero poco después llegó a un acuerdo con Oleksandr Onyschenko, político del Partido de las Regiones y medallista olímpico, para cederle el control y terminar la temporada en octava posición.
Onyschenko no tenía recursos para mantener un club deportivo y se marchó al poco tiempo. El Arsenal no pudo remontar su situación y a pesar de iniciar la temporada 2013-14 con una plantilla de mínimos, el 23 de octubre de 2013 declaró la bancarrota y una semana después se oficializó su expulsión de la Liga Premier, así como del resto de competiciones ucranianas.

### Refundación
En enero de 2014 por un grupo de iniciativa de los exjugadores del club y los aficionados, con la ayuda del empresario de Kiev y conductor de rally Oleksiy Kikireshko restableció el club como el FC Arsenal Kiev.
En un inicio el equipo participaba en la liga amateur de Kiev, pero después de su último partido del campeonato de la ciudad de Kiev 2014, el 9 de noviembre de ese año, que fue ganada por el FC Arsenal Kiev, el presidente del club Kikireshko anunció que el club había presentado una solicitud preliminar para la participación del club en la Persha Liha para la temporada 2016-17, que luego fue aceptada.
El club designó Andriy Annenkov en febrero de 2014 como entrenador, pero renunció después de un comienzo fallido en la nueva temporada el 8 de agosto de 2015.

## Estadio

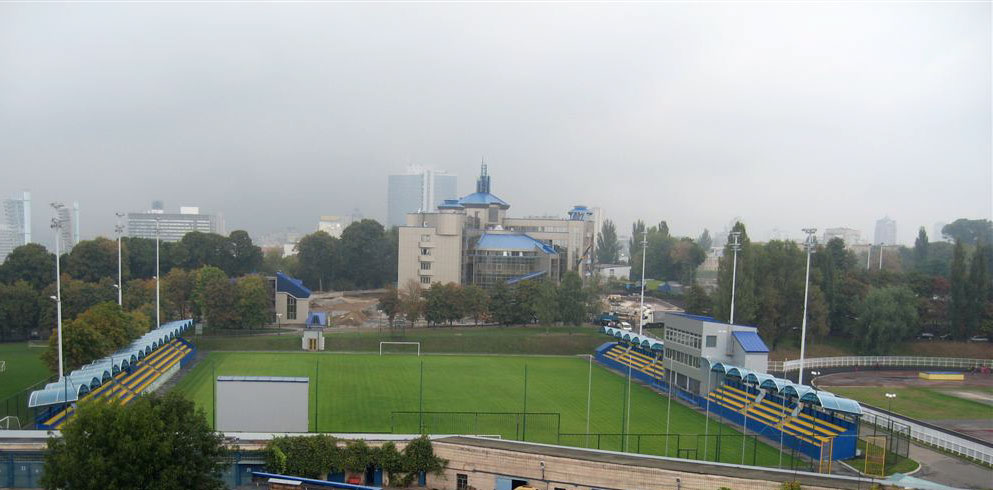
Estadio Bannikov, el último estadio en el que suele jugar el Arsenal.

El Arsenal Kiev no tiene un estadio de su propiedad y alternó varios campos. Su último recinto es el Estadio Lobanovsky Dynamo, con capacidad para 17 000 personas y perteneciente a su mayor rival, el Dinamo de Kiev.
También ha jugado en los siguientes campos, todos ellos en el Óblast de Kiev:
- Estadio Obolon (5 100 espectadores)
- Estadio Kolos (5 600 espectadores, situado en Boryspil)
- Estadio Bannikov (1 700 espectadores, perteneciente a la Federación de Fútbol de Ucrania)

## Equipo

### Entrenadores
| Fechas    | Nombre             | Notas               |
| --------- | ------------------ | ------------------- |
| 2001-2002 | Oleg Kuznetsov     |                     |
| 2002-2004 | Vyacheslav Hroznyi |                     |
| 2004      | Serhiy Krakovskyi  | Entrenador interino |
| 2004-2005 | Oleksandr Baranov  |                     |
| 2005-2010 | Oleksandr Zavanov  |                     |
| 2010      | Vyacheslav Hroznyi |                     |
| 2010-2011 | Yuriy Bakalov      |                     |
| 2011-2012 | Leonid Kuchuk      |                     |
| 2013      | Yuriy Bakalov      | Entrenador interino |

## Datos del club

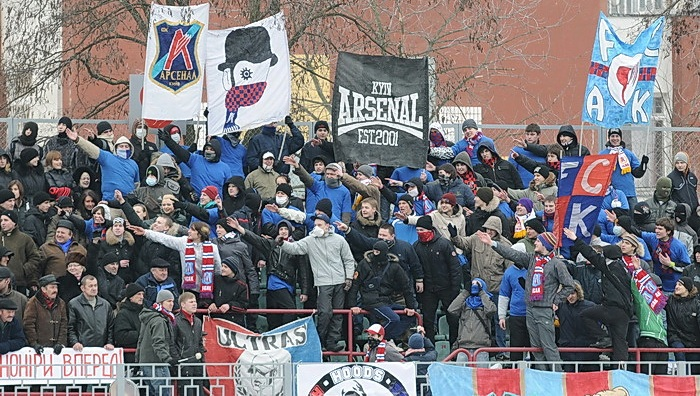
Ultras del Arsenal Kiev.

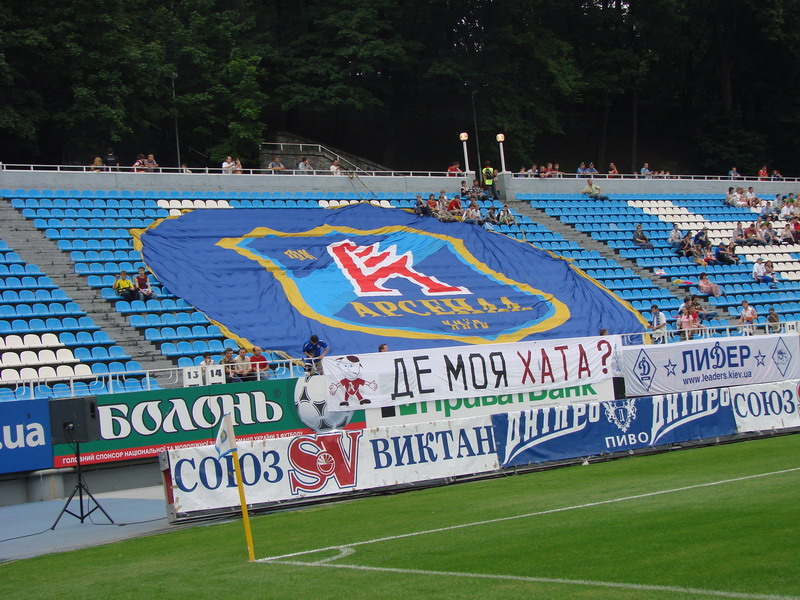
Los aficionados del Arsenal Kiev reclaman en una pancarta su propio estadio.

- Temporadas en Liga Premier de Ucrania: 12

Debut: Temporada 2001-02
Mejor posición: 5.º (temporada 2011-12)
Peor posición: 14.º (temporada 2006–07)
Descensos: Ninguno
- Participaciones en la Liga Europea de la UEFA: 3

Mejor posición: Tercera ronda clasificatoria (temporada 2012-13)

## Palmarés

### Unión Soviética
- Liga Soviética de Ucrania: 2

1954, 1958

### UcraniaUcrania
- Primera Liga de Ucrania: 1

2017/18
- Segunda Liga de Ucrania: 1

1993/94

## Participación en competiciones europeas
| Temporada | Torneo                  | Ronda  | Club             | Casa | Visita | Global |
| --------- | ----------------------- | ------ | ---------------- | ---- | ------ | ------ |
| 1998-99   | UEFA Cup Winners' Cup   | Previa | Cork City        | 2–0  | 1-2    | 3-2    |
| 1998-99   | UEFA Cup Winners' Cup   | 1.ª    | Lokomotiv Moscow | 0-2  | 1-3    | 1-5    |
| 2001-02   | Copa de la UEFA         | Previa | FC Jokerit       | 2–0  | 2–0    | 4–0    |
| 2001-02   | Copa de la UEFA         | 1.ª    | Estrella Roja    | 3–2  | 0–0    | 3-2    |
| 2001-02   | Copa de la UEFA         | 2.ª    | Club Brujas      | 0-2  | 0–5    | 0-7    |
| 2012-13   | Liga Europea de la UEFA | 3.ª    | ND Mura 05       | 0-31 | 2-0    | 2-3    |

Notas
- Nota 1: UEFA le concedió el triunfo al Mura 05 por 0:3 porque el Arsenal Kiev alineó a un jugador sancionado en la ida. El marcador originalmente terminó 3:0 a favor de los ucranianos.